# 時空鉄道之旅
『時空鉄道之旅』（じくうてつどうのたび）とは簡嘉誠による台湾の漫画作品である。鉄道を題材としている。

## 概要
高校生に同級生だった二人が台湾の特急列車自強号で再会するが、鉄道事故でタイムスリップしてしまう。それは、百年前の台湾の鉄道であった。そこでタイムトラベラーと出会った二人は現代（現世）に戻る為、協力して様々な時代の鉄道切符を集める事になった。
日本での出版元・Comic Catapultより単行本化（原書は台湾の蓋亜文化が出版元で、2012年10月に単行本化）。

## 登場人物
文鋒（ブンホウ）
学生時代の同級生・茵如に好意を持っている。
茵如（インジョ）
文鋒とは中学時代からの同級生。素直で単純明快な性格を持つ。
司亞 霧（しあ・きり）
未来から来た兎耳族のタイムトラベラー。